# Nikołaj Antonow
Nikołaj Jakimow Antonow, bułg. Николай Якимов Антонов (ur. 17 sierpnia 1968 w Razgradzie) – bułgarski lekkoatleta specjalizujący się w biegach sprinterskich i skoku w dal, uczestnik letnich igrzysk olimpijskich w Barcelonie (1992).

## Sukcesy sportowe
- dwukrotny mistrz Bułgarii w biegu na 100 metrów – 1989, 1990
- czterokrotny mistrz Bułgarii w biegu na 200 metrów – 1987, 1989, 1990, 1991
- mistrz Bułgarii w skoku w dal – 1996[1]
- trzykrotny halowy mistrz Bułgarii w biegu na 200 metrów – 1988, 1989, 1990[2]

| Rok  | Miasto    | Zawody                         | Konkurencja   | Wynik                 |
| ---- | --------- | ------------------------------ | ------------- | --------------------- |
| 1988 | Budapeszt | Halowe mistrzostwa Europy      | bieg na 200 m | srebrny medal         |
| 1989 | Seres     | Mistrzostwa krajów bałkańskich | bieg na 200 m | złoty medal           |
| 1990 | Glasgow   | Halowe mistrzostwa Europy      | bieg na 200 m | srebrny medal         |
| 1990 | Split     | Mistrzostwa Europy             | bieg na 200 m | 5. miejsce            |
| 1991 | Sewilla   | Halowe mistrzostwa świata      | bieg na 200 m | złoty medal           |
| 1991 | Tokio     | Mistrzostwa świata             | bieg na 200 m | 7. miejsce            |
| 1992 | Genua     | Halowe mistrzostwa Europy      | bieg na 200 m | złoty medal           |
| 1992 | Barcelona | Igrzyska olimpijskie           | bieg na 200 m | 6. miejsce (półfinał) |
| 1993 | Toronto   | Halowe mistrzostwa świata      | bieg na 200 m | 5. miejsce            |
| 1993 | Stuttgart | Mistrzostwa świata             | skok w dal    | 6. miejsce            |

## Rekordy życiowe
- na otwartym stadionie
bieg na 100 metrów – 10,39 – 06/08/1988
bieg na 200 metrów – 20,20 – Tokio 26/08/1991 (rekord Bułgarii)
skok w dal – 8,21 – Płowdiw 10/07/1994
- w hali
bieg na 200 metrów – 20,41 – Genua 29/02/1992 (rekord Bułgarii)